# Antiseptika

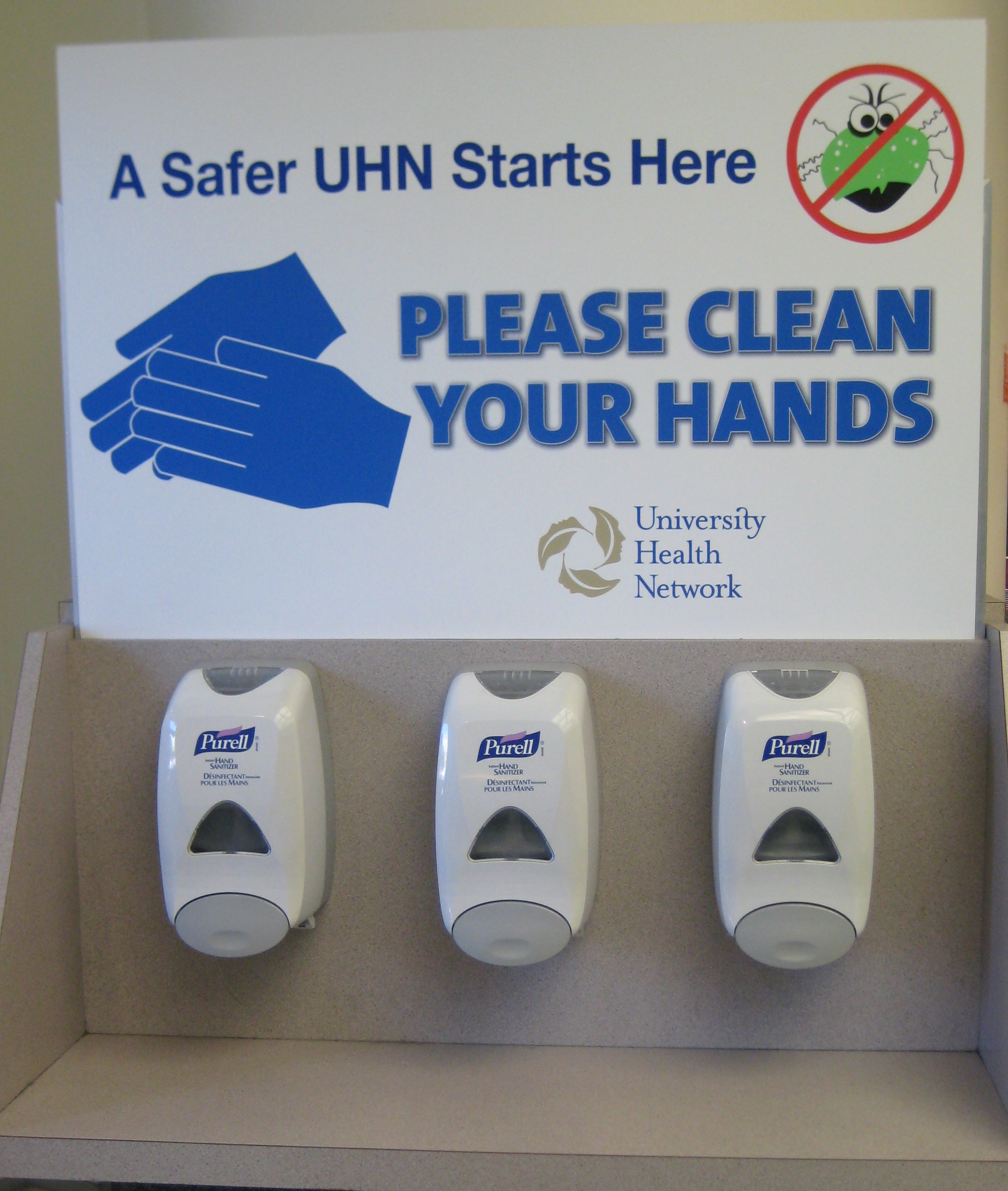
Vid handdesinfektering efter toalettbesök använder man ett antiseptiskt medel.

Ett antiseptiskt medel eller antiseptikum (plur. antiseptika) är en germicid som används på en kroppsyta för att döda eller hämma tillväxten av mikroorganismer såsom bakterier, svampar, parasiter, och virus. Ordet antiseptik kommer från de grekiska orden anti (mot) och sepsis (förruttnelse). 
Antiseptika appliceras på hud och slemhinnor för att förebygga att infektion uppstår i den underliggande vävnaden. Antibiotika fungerar på liknande sätt, men hindrar tillväxten av bakterier i kroppen. I dagligt tal används ofta antiseptika och desinfektionsmedel synonymt. Desinfektionsmedel omfattar dock även medel som används för att döda mikroorganismer på objekt som bord, golv, byggnader, etc.
Antiseptik syftar till att bekämpa redan befintliga mikroorganismer, till skillnad från aseptik, som syftar till att förhindra uppkomsten av mikroorganismer, till exempel genom rengöring och sterilisering. 